# Nikola Fugger
Nikola Fugger (Sisak, 2. lipnja 1877. – Zemun, 19. rujna 1942.) je hrvatski domoljub, pravnik, političar.
Rođen je u graničarskoj obitelji, otac mu je bio Nijemac. Osnovnu školu pohađao je u Sisku, u Vinkovcima gimnaziju, a pravo je studirao u Zagrebu. Utamničen je zbog toga što je 14. listopada 1895. prosvjedno zapalio mađarsku zastavu zajedno sa Stjepanom Radićem. Kad je odslužio kaznu, kao i drugi optuženici, studij prava nastavio je u Pragu, na nagovor Stjepana Radića. Pravo je doktorirao u Zagrebu, u nepovoljnim okolnostima zadnjih godina Khuenova režima. Posao je našao u Zemunu gdje je do pred Drugi svjetski rat obnašao visoke gradske dužnosti. Autorom je većeg broja zakona u Hrvatskoj i Kraljevini Jugoslaviji, a bili su iz područja prava, mjesne samouprave i financiranja. Pisao je za stručne časopise iz tih područja. Zadnje je godine života proveo u Zemunu, gdje je umro ratne 1942. godine.

## Poveznice
- Franjo Fugger

Literatura:
- http://povijest.net/v5/zivotpis/hr-zivotopisi/2011/nikola-fugger/  Arhivirana inačica izvorne stranice od 7. lipnja 2013. (Wayback Machine) Hrvatski povijesni portal, Autor : Josip Šarčević dana 01.6.2011.
- http://imehrvatsko.net/profile/nikola_fugger